# Kia Sonet
La Kia Sonet è un'autovettura prodotta dalla casa automobilistica coreana Kia Motors a partire dal 2020.

## Descrizione
Costruita principalmente per il mercato indiano, è stata presentata in anteprima sotto forma di concept car nel febbraio 2020. La versione definitiva per la produzione in serie ha debuttato il 7 agosto 2020 ed è stata messa in vendita a partire dal 18 settembre 2020. La Sonet nel listino Kia si pone sotto lo Stonic e la Soul. Dal punto di vista telaistico, la vettura è strettamente derivata dalla Hyundai Venue. Sul lato motoristico, la vettura è dotata di tre motorizzazioni: un 1.0 litri Smartstream tre cilindro benzina turbo da 120 CV, un 1.2 litri Smartstream quattro cilindri aspirato da 83 CV e un diesel 1.5 CRDi in due varianti di potenza da 100 e 115 CV.
La Sonet è il terzo modello di Kia specifico 
per il mercato indiano dopo la Seltos e la Carnival.